# Cantonul Corrèze
Cantonul Corrèze este un canton din arondismentul Tulle, departamentul Corrèze, regiunea Limousin, Franța.

## Comune
- Bar
- Chaumeil
- Corrèze (reședință)
- Eyrein
- Meyrignac-l'Église
- Orliac-de-Bar
- Saint-Augustin
- Sarran
- Vitrac-sur-Montane